# Les Croquants
Les Croquants est un groupe de folk français, formé par Danito et M. Kif (Franck Marty), 

## Biographie
Les musiciens sont issus de la scène alternative, qui font des reprises festives des standards de la chanson française. Ils forment ensuite le groupe La Varda avec d'autres musiciens et interprètent leurs propres compositions. Leur nom, les Croquants, désignait le peuple qui se révoltait dans le Sud-Ouest de la France aux XVIIe et XVIIIe siècles. Pour le journal français L'Humanité, les membres « Kif et Danito misent sur deux points : l'audace et l'authenticité. »
En 2011, Les Croquants ont repris du service avec une tournée au printemps.

## Membres
- Kif — chant, accordéon, guitares, banjo, mandoline, scie musicale, piano, orgue de Barbarie, flageolet
- Danito — chant, percussion à pied, guitare

## Discographie

### Collaborations
Ils ont joué sur un des morceaux de l'album La Femme chocolat d'Olivia Ruiz.